# Red Wallace
Michael John "Red" Wallace (Simpson, Pensilvania; 12 de julio de 1918 - 7 de julio de 1977) fue un jugador de baloncesto estadounidense que disputó una temporada en la BAA, desarrollando el resto de su carrera en la ABL. Con 1,85 metros de estatura, jugaba en la posición de base.

## Trayectoria deportiva

### Universidad
Tras pasar por el Keystone Junior College, donde fue el máximo anotador de la liga, jugó el resto de su etapa universitaria con los Royals de la Universidad de Scranton, siendo el único jugador de dicha institución en llegar a jugar como profesional en la BAA o en la NBA.

### Profesional
Comenzó su andadura profesional en los New York Gothams de la ABL, promediando en su primera temporada 9,5 puntos por partido. Jugó en esa liga hasta que en 1946 se creó la BAA, fichando por los Boston Celtics, donde jugó 24 partidos en los que promedió 5,5 puntos, antes de ser traspasado a los Toronto Huskies a cambio de Charlie Hoefer.
En los Huskies jugó 37 partidos, en los que promedió 11,0 puntos y 1,0 asistencias, pero la franquicia desapareció al término de la temporada, siendo elegido por los Washington Capitols en l draft de dispersión, pero con los que no llegó a jugar. Desarrolló el resto de su carrera en la ABL, siendo el máximo anotador de la competición en 1948, promediando 21,8 puntos por partido.
Tras retirarse, ejerció como entrenador en los Wilkes-Barre Barons y los Scranton Miners de la EPBL.

## Estadísticas de su carrera en la NBA

### Temporada regular
| Temporada | Edad | Equipo          | Liga | P  | TIT | MIN | TC  | TCA  | %TC  | 3P | 3PA | %3P | TL  | TLA | %TL  | R.OF. | R.DEF. | REB | ASIS | ROB | TAP | PER | FP  | PTS  |
| 1946-47   | 28   | TOTAL           | BAA  | 61 |     |     | 3.7 | 13.3 | .278 |    |     |     | 1.7 | 3.2 | .541 |       |        |     | 1.0  |     |     |     | 2.7 | 9.1  |
| 1946-47   | 28   | Boston Celtics  | BAA  | 24 |     |     | 2.3 | 9.3  | .246 |    |     |     | 0.9 | 2.0 | .438 |       |        |     | 0.8  |     |     |     | 1.8 | 5.5  |
| 1946-47   | 28   | Toronto Huskies | BAA  | 37 |     |     | 4.6 | 15.8 | .291 |    |     |     | 2.3 | 4.0 | .574 |       |        |     | 1.0  |     |     |     | 3.4 | 11.5 |
| Total     |      |                 | BAA  | 61 |     |     | 3.7 | 13.3 | .278 |    |     |     | 1.7 | 3.2 | .541 |       |        |     | 1.0  |     |     |     | 2.7 | 9.1  |